# Trophée Lancôme
O Trophée Lancôme foi um torneio masculino de golfe, que foi disputado na França entre os anos de 1970 e 2003.
O francês Gaëtan Mourgue D'Algue, um entusiasta de golfe, residente de Saint-Nom-la-Bretèche, ajudou a popularizar o então pouco conhecido esporte golfe na França durante a década de 1960. Com Dominique Motte, ele sugeriu a Pierre Menet, presidente da empresa Lancôme, criar um novo troféu. Sua meta era originalmente reunir oito dos melhores jogadores de golfe do mundo. Começaram realizar a Canada Cup, em Saint-Nom-La-Bretèche, em 1963, criando a relevância da aldeia no circuito internacional de torneio de golfe.
Em 1970, o torneio foi estendido para 54 buracos e reformulado como "Trophée Lancôme", em homenagem a empresa do Menet. Começou como evento não oficial, pelo fato de não fazer parte de nenhum calendário do circuito (PGA Tour, European Tour, entre outros), mas foi apoiado pela Fédération Française de Golf e pelo agente esportivo Mark McCormack, que providenciou alguns dos melhores jogadores do mundo para participar. Entre 1970 e 1971, o torneio foi disputado em três rodadas (54 buracos), mas a partir de 1972 através do tamanho padrão para torneios profissionais, passa a ser disputado em quatro rodadas (72 buracos).
A partir de 1982 em diante, foi um torneio de prêmio oficial do European Tour. A maioria dos vencedores na primeira década de realização do torneio era norte-americano, mas desde a década de 1980 era dominado pelos jogadores do European Tour. Em 1986, Bernhard Langer e Seve Ballesteros foram ambos declarados vencedores conjuntos, após permanecerem empatados no playoff de quatro buracos, quando veio a noite.
O torneio terminou em 2003. Por outro lado, nos primeiros poucos anos do século XXI, a Fédération Française de Golf fez uma tentativa combinada para impulsionar o perfil do Aberto da França, com prêmio em dinheiro quintuplicado entre 1999 e 2006.

## Campeões
| Ano  | Campeão                              | País                         | Pontuação | Par | Margem de vitória | Vice-campeão(ões)                                       |
| ---- | ------------------------------------ | ---------------------------- | --------- | --- | ----------------- | ------------------------------------------------------- |
| 2003 | Retief Goosen (2)                    | África do Sul                | 266       | −18 | 4 tacadas         | Paul McGinley                                           |
| 2002 | Alex Čejka                           | Alemanha                     | 272       | −12 | 2 tacadas         | Carlos Rodiles                                          |
| 2001 | Sergio García                        | Espanha                      | 266       | −18 | 1 tacada          | Retief Goosen                                           |
| 2000 | Retief Goosen                        | África do Sul                | 271       | −13 | 1 tacada          | Michael Campbell Darren Clarke                          |
| 1999 | Pierre Fulke                         | Suécia                       | 270       | −14 | 1 tacada          | Ignacio Garrido                                         |
| 1998 | Miguel Ángel Jiménez                 | Espanha                      | 273       | −11 | 2 tacadas         | David Duval Mark O'Meara Jarmo Sandelin Greg Turner     |
| 1997 | Mark O'Meara                         | Estados Unidos               | 271       | −13 | 1 tacada          | Jarmo Sandelin                                          |
| 1996 | Jesper Parnevik                      | Suécia                       | 268       | −12 | 5 tacadas         | Colin Montgomerie                                       |
| 1995 | Colin Montgomerie                    | Escócia                      | 269       | −11 | 1 tacada          | Sam Torrance                                            |
| 1994 | Vijay Singh                          | Fiji                         | 263       | −17 | 1 tacada          | Miguel Ángel Jiménez                                    |
| 1993 | Ian Woosnam (2)                      | País de Gales                | 267       | −13 | 2 tacadas         | Sam Torrance                                            |
| 1992 | Mark Roe                             | Inglaterra                   | 267       | −13 | 2 tacadas         | Vicente Fernández                                       |
| 1991 | Frank Nobilo                         | Nova Zelândia                | 267       | −13 | 1 tacada          | Ian Baker-Finch Peter Fowler David Gilford Jamie Spence |
| 1990 | José María Olazábal                  | Espanha                      | 269       | −11 | 1 tacada          | Colin Montgomerie                                       |
| 1989 | Eduardo Romero                       | Argentina                    | 266       | −22 | 1 tacada          | Bernhard Langer José María Olazábal                     |
| 1988 | Seve Ballesteros (4)                 | Espanha                      | 269       | −15 | 4 tacadas         | José María Olazábal                                     |
| 1987 | Ian Woosnam                          | País de Gales                | 264       | −24 | 2 tacadas         | Mark McNulty                                            |
| 1986 | Seve Ballesteros (3) Bernhard Langer | Espanha · Alemanha Ocidental | 274       | −14 | Playoff           | n/a                                                     |
| 1985 | Nick Price                           | Zimbabwe                     | 275       | −13 | Playoff           | Mark James                                              |
| 1984 | Sandy Lyle                           | Escócia                      | 278       | −10 | Playoff           | Seve Ballesteros                                        |
| 1983 | Seve Ballesteros (2)                 | Espanha                      | 269       | −19 | 4 tacadas         | Corey Pavin                                             |
| 1982 | David Graham (2)                     | Austrália                    | 276       | −12 | 2 tacadas         | Seve Ballesteros                                        |

Torneio não oficial
| Ano  | Campeão           | País           | Pontuação |
| ---- | ----------------- | -------------- | --------- |
| 1981 | David Graham      | Austrália      | 280 (−8)  |
| 1980 | Lee Trevino (2)   | Estados Unidos | 281 (−7)  |
| 1979 | Johnny Miller (2) | Estados Unidos | 273 (−15) |
| 1978 | Lee Trevino       | Estados Unidos | 283 (−5)  |
| 1977 | Graham Marsh      | Austrália      | 273 (−15) |
| 1976 | Seve Ballesteros  | Espanha        | 283 (−5)  |
| 1975 | Gary Player       | África do Sul  | 278 (−10) |
| 1974 | Billy Casper      | Estados Unidos | 283 (−5)  |
| 1973 | Johnny Miller     | Estados Unidos | 277 (−11) |
| 1972 | Tommy Aaron       | Estados Unidos | 279 (−9)  |
| 1971 | Arnold Palmer     | Estados Unidos | 202 (−14) |
| 1970 | Tony Jacklin      | Inglaterra     | 206 (−10) |

## Vários vencedores
- 4 vitórias: Seve Ballesteros (incluindo uma compartilhada)
- 2 vitórias: Retief Goosen, David Graham, Lee Trevino, Ian Woosnam